# Костёл Непорочного Зачатия Пресвятой Девы Марии (Даугавпилс)
Да́угавпилсский костёл Непоро́чного Зача́тия Пресвято́й Де́вы Мари́и (латыш. Daugavpils Vissvētākās Jaunavas Marijas bezvainīgās ieņemšanas Romas katoļu baznīca, пол. Kościół Niepokalanego Poczęcia Najświętszej Panny Marii) — римско-католический костёл в городе Даугавпилс. Находится на Новом Строении по адресу улица А. Пумпура 11а (A. Pumpura iela 11a). В церковном отношении входит в Резекненско-Аглонскую епархию Католической церкви.
Рядом по диагонали находится лютеранская кирха Мартина Лютера (изображение видно на фотографии 1912 года С. М. Прокудина-Горского). Костёл в совокупности с тремя другими храмами неподалёку образует Церковную горку. Высота костёла 52 метра.

## История[1]

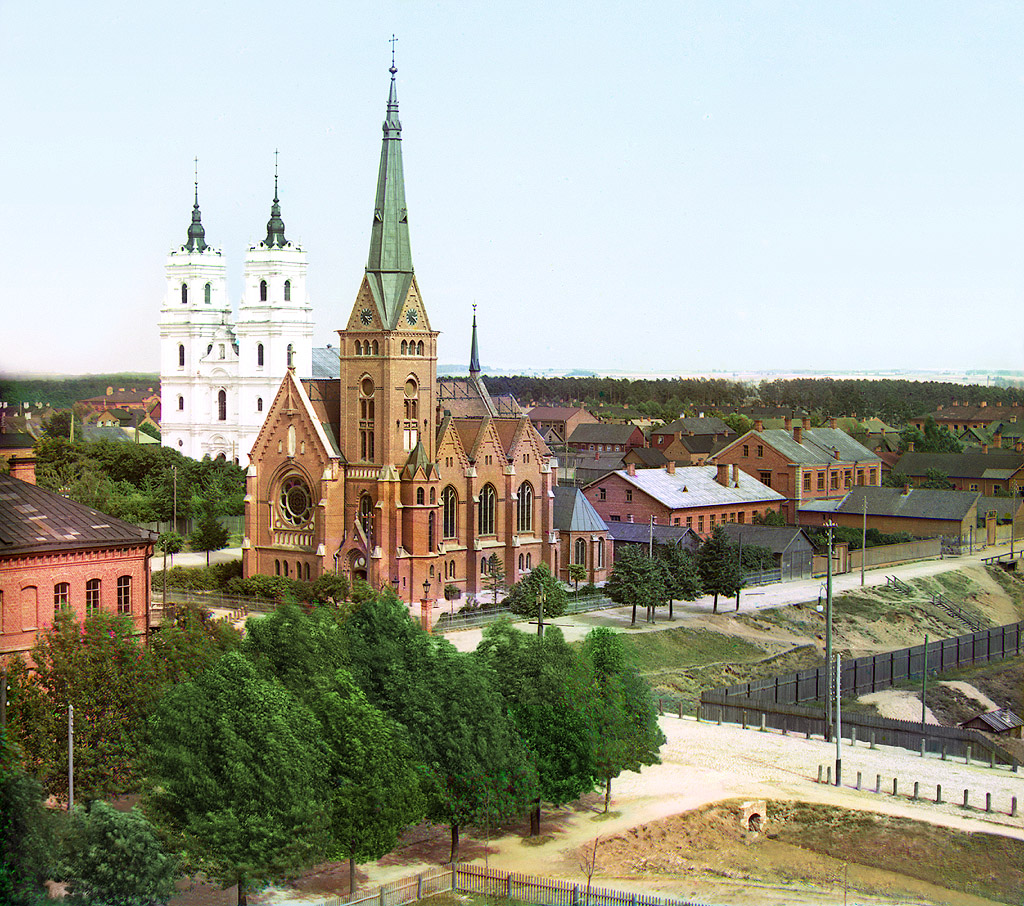
Фотография С. М. Прокудина-Горского

Храм строился в 1902—1905 годах, освящён 4 декабря (21 ноября) 1905 года.
В 1986 году с башни от порыва ветра упал чугунный крест. Была проведена монтажная операция по подъёму и установке креста на место.
В июне 2005 года было торжественно отмечено 100-летие существования храма. Война не задела храм, он не пострадал.

## Современное состояние
Каждый год в августе паломники совершают крестный ход в Аглону на Празднование Вознесения Девы Марии 15 августа, раньше дорога занимала два дня с ночлегом, теперь четыре, пять дней. Ведётся активная приходская деятельность, работа с молодежью. Храм поддерживается в должном уровне, регулярно красится внешняя сторона стен, белый храм виден окрест. Настоятелем костёла более двадцати лет является Юрис Муканс, в мае 2008 года его чествовали в связи с 40-летием службы священником.

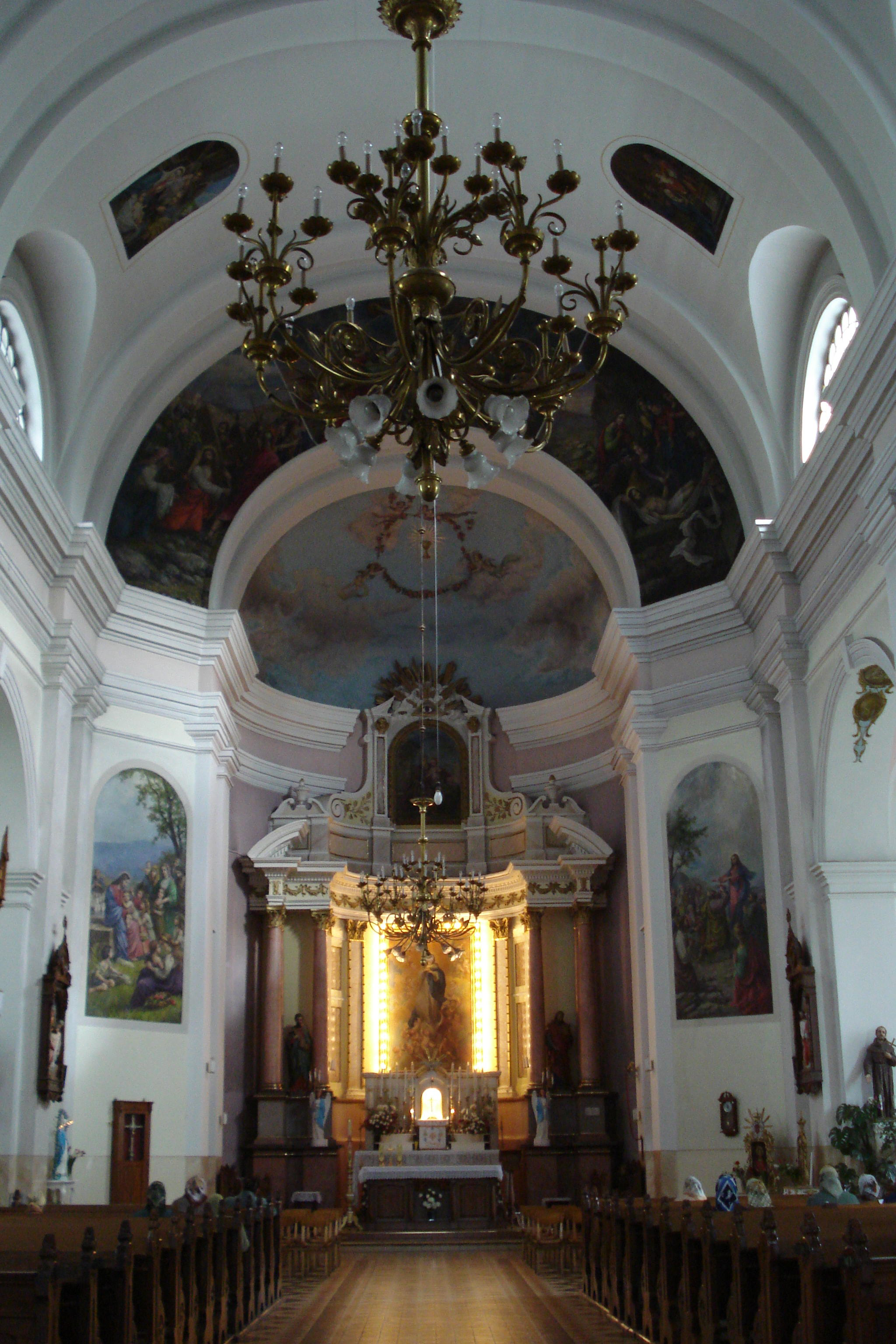
Интерьер

## Архитектура
Костёл выстроен в стиле латгальского барокко. Главный фасад венчают две башни, увенчанные крестами, в одной из них колокольня. Вход из трёх дверей, средняя большая, разделенных колоннами, образует портал здания. В костёле установлен орган 1908 года, имеется пластинка с записью звучания этого органа.

## Иллюстрации

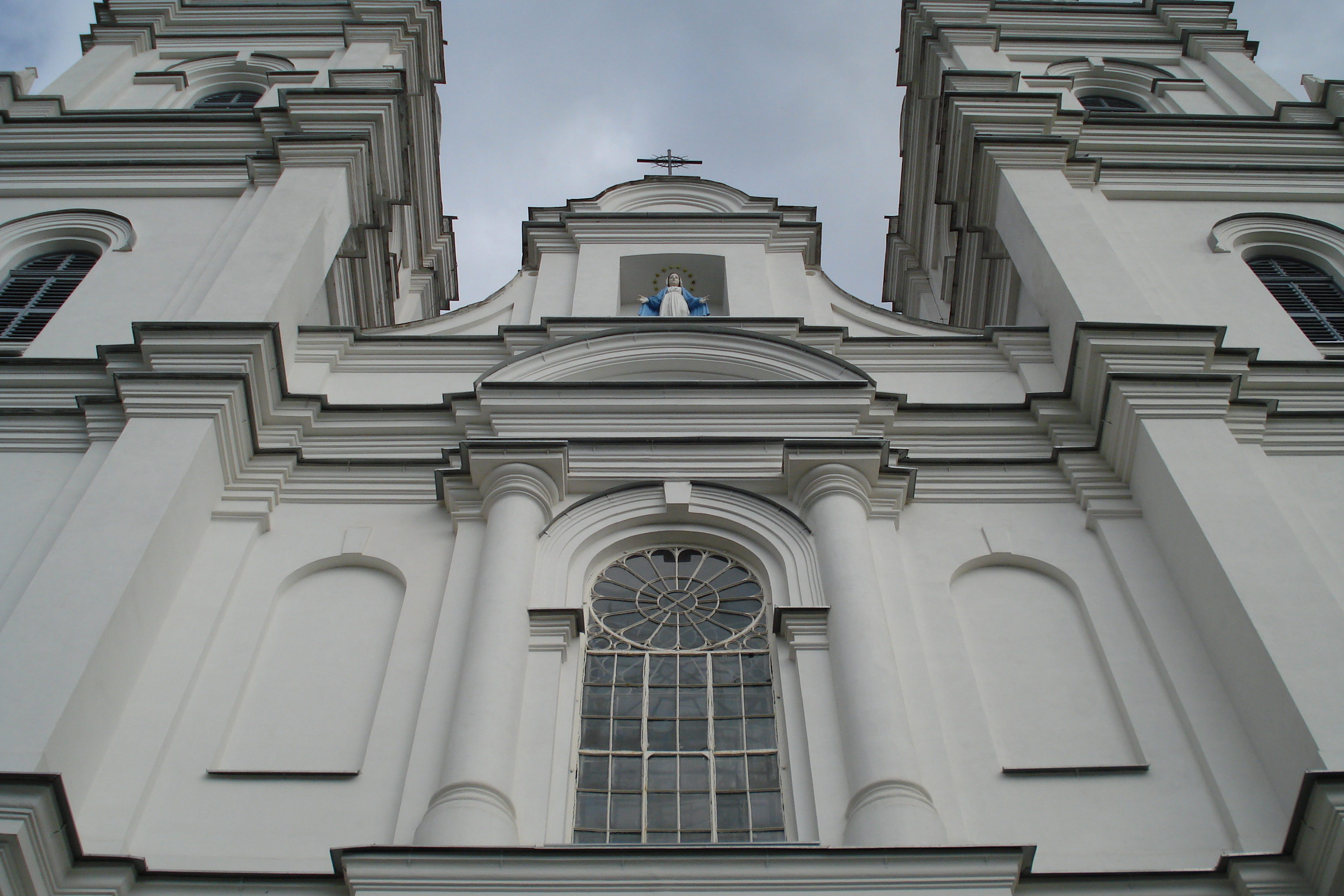
Деталь главного фасада
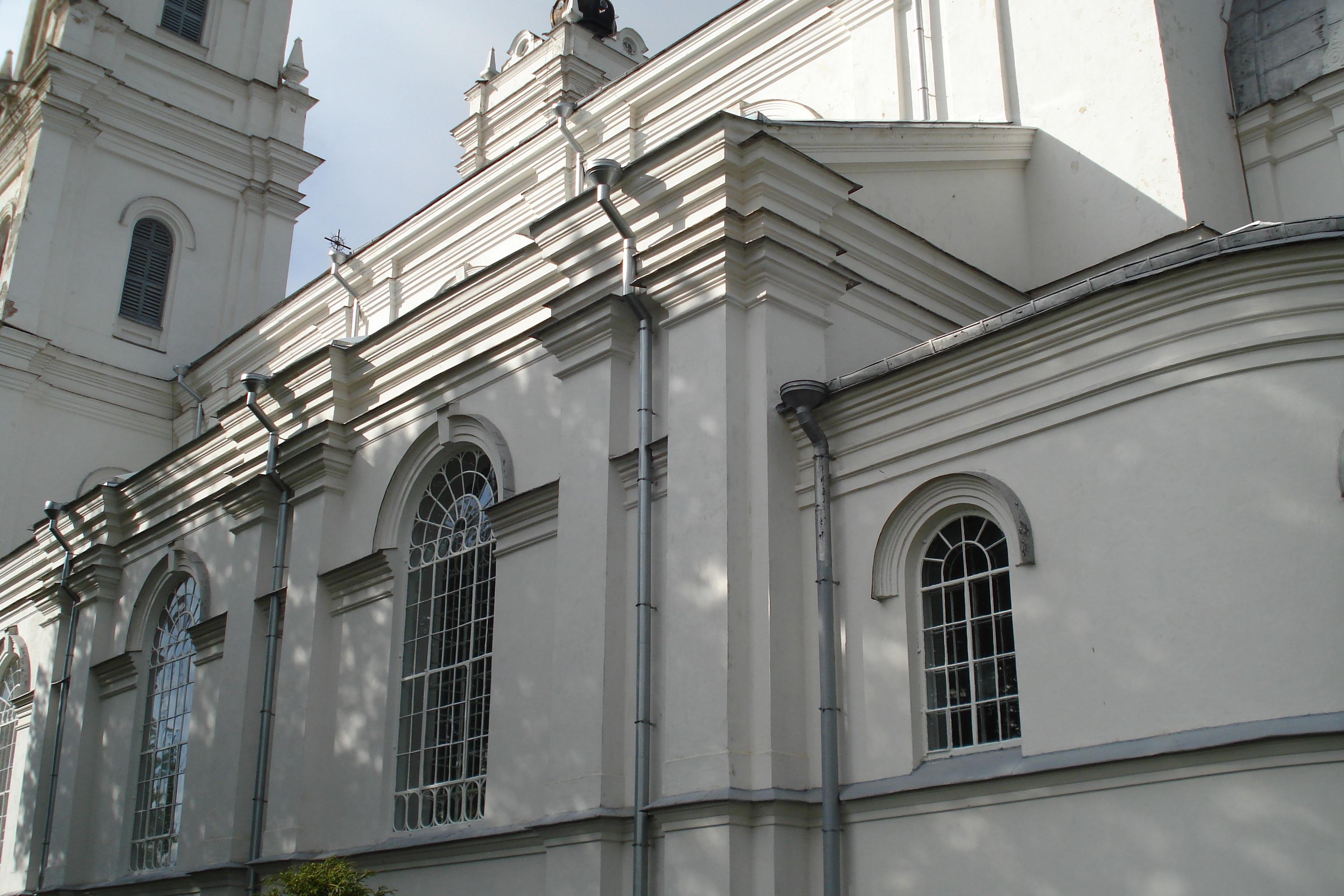
Боковой фасад
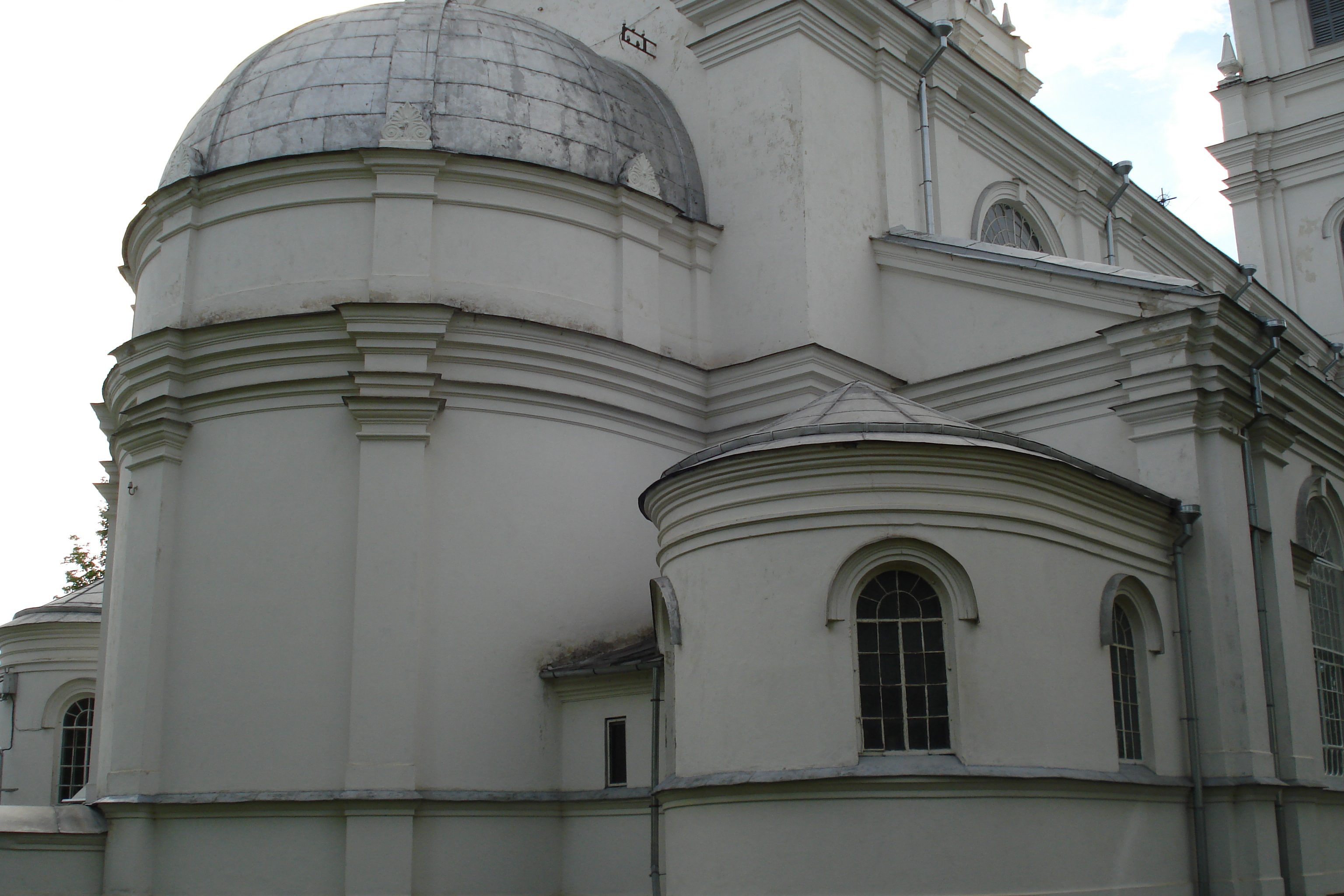
Апсида
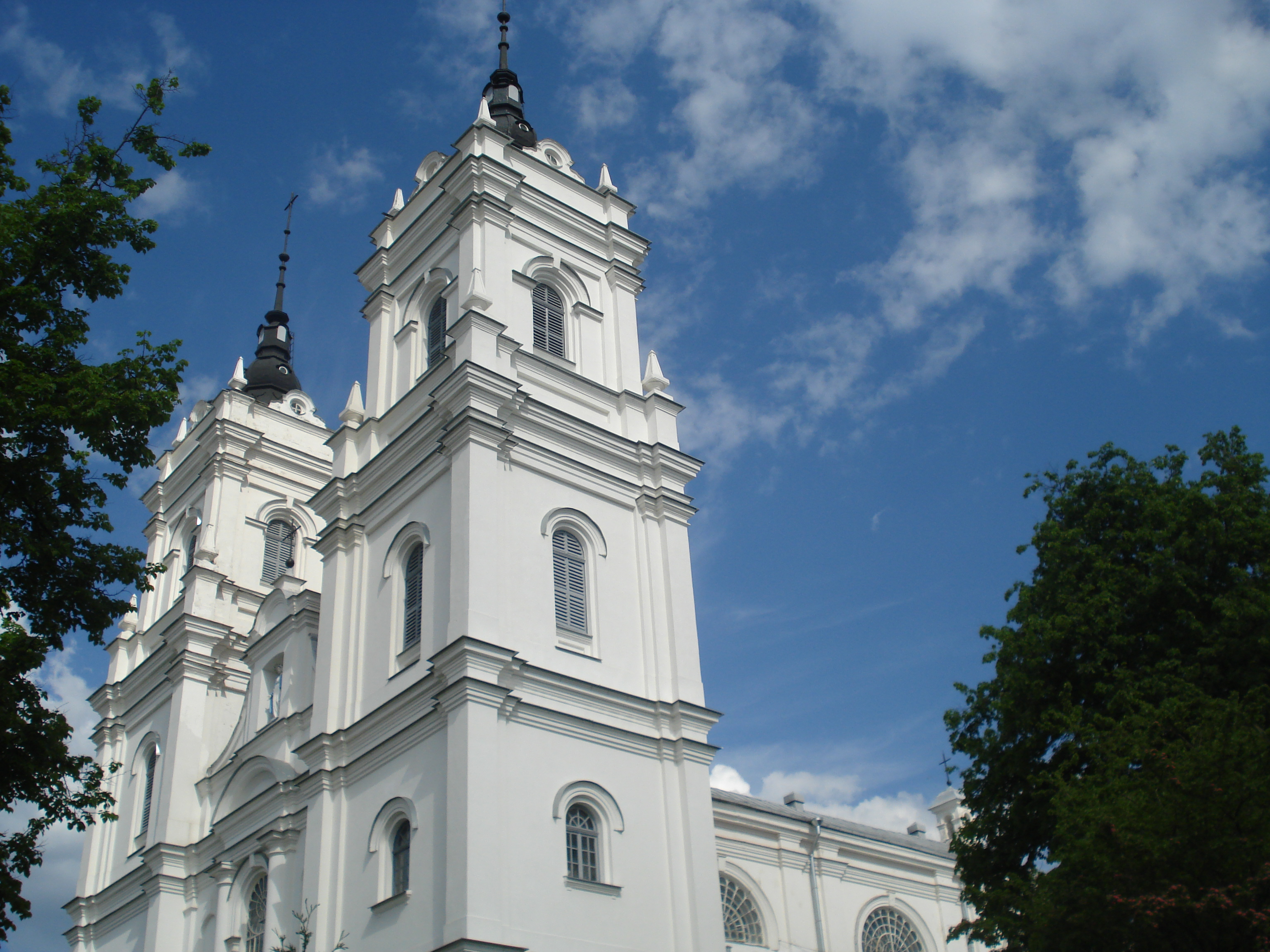